# Rudolf Tvaroška
Rudolf Tvaroška (5. června 1928 Chtelnica – 30. června 2017 Trenčín) byl slovenský a československý generál, sportovní funkcionář a politik, po sametové revoluci poslanec Sněmovny lidu Federálního shromáždění za SDĽ.

## Biografie
Pocházel ze Chtelnice. V roce 1947 absolvoval jako devatenáctiletý Vojenskou akademii v Hranicích. Od roku 1960 byl předsedou fotbalového oddílu TJ Jednota Trenčín. V letech 1970–1973 byl předsedou Československého fotbalového svazu.
Ve volbách roku 1992 byl za SDĽ zvolen do Sněmovny lidu. Ve Federálním shromáždění setrval do zániku Československa v prosinci 1992. V roce 1992 patřil ke dvěma poslancům SDĽ, kteří podpořili ústavní zákon o zániku ČSFR. V SDĽ se angažoval i po vzniku samostatného Slovenska. V roce 2001 se účastnil 6. sjezdu SDĽ, kde byl nejstarším delegátem. Vystupoval zde ovšem kriticky k vedení strany.
V roce 2000 mu byl udělen Kříž Milana Rastislava Štefánika. Tehdy je uveden jako poradce slovenského ministra obrany. K roku 2012 se zmiňuje jako generálmajor ve výslužbě a člen spolku vojenských důchodců.

## Vyznamenání
- Řád rudé hvězdy, 1978
- Medaile Za upevňování bojového přátelství [8], 1983 (SSSR)
- Medaile bratrství ve zbrani[9], 1985 (Polsko)
- Pamětní medaile 50. výročí SNP[10], 1994 (Slovensko)
- Pamětní medaile ministra obrany Slovenské republiky [11], I. stupně, 1998 (Slovensko)
- Kříž Milana Rastislava Štefánika, I. třídy, udělen 03.01.2000 (Slovensko)
- Pamětní medaile náčelníka Generálního štábu ozbrojených sil Slovenské republiky[12], III. stupeň, udělena 03.06.2013 (Slovensko)
- Medaile Za službu vlasti
- Medaile Za zásluhy o obranu vlasti
- Medaile 30 let SNB [13]